# Saint-Maurice-d'Ibie
 Saint-Maurice-d'Ibie  là một xã ở tỉnh Ardèche, vùng Auvergne-Rhône-Alpes ở đông nam nước Pháp.